# Maxillaria gorbatschowii
Maxillaria gorbatschowii là một loài thực vật có hoa trong họ Lan. Loài này được R.Vásquez, Dodson & Ibisch mô tả khoa học đầu tiên năm 2001.